# Рынок Юнъань (станция метро)
«Рынок Юнъань» (англ. Yongan Market; кит. 永安市場) — станция Оранжевой линии Тайбэйского метрополитена. Находится на территории района Чжунхэ Нового Тайбэя. Станция была открыта 24 декабря 1998 года. Располагается между станциями «Динси» и «Цзинъань».

## Техническая характеристика
Станция «Рынок Юнъань» — двухъярусная. На каждом ярусе по одной платформе и по одному пути. На платформу верхнего яруса прибывают поезда в сторону «Хуэйлун», а на платформу нижнего яруса — в сторону «Наньшицзяо». Выход в город и переход между ярусами находятся в центре зала. Выход оснащён эскалаторами и лифтом для пожилых людей и инвалидов. 20 сентября 2016 года на станции были установлены автоматические платформенные ворота.